# Лаотун
Лаотун (кит. упр. 老同, пиньинь lǎotóng — «старицы, подобные [друг другу]») — тип отношений, распространенный в Хунани в XVII—XIX вв., при котором две девочки в возрасте 5-7 лет заключают договор о дружбе и поддерживают эти отношения на протяжении всей жизни.
В русской традиции эти отношения принято переводить как «отношения названых сестёр», однако понятие лаотун подразумевает более тесную и продолжительную дружбу, не уступающую по важности супружеским отношениям. В союзе названых сестёр могло состоять до семи девочек, в отношениях лаотун — только две. Девочки должны были походить друг на друга по телосложению, возрасту, внешности, размеру ноги и даже по характеру. Часто о заключении союза лаотун родители договаривались до рождения детей.
Отношения лаотун оформлялись символическим договором (кит. упр. 结交书, пиньинь jiéjiāoshū — «запись о завязавшейся дружбе») и в дальнейшем очень редко нарушались. Девочки должны были поклясться перед Буддой и свидетелями в том, что будут неразлучны до конца жизни. Жители Хунани уважительно относились к таким отношениям, благодаря чему женщины имели возможность бывать в гостях друг у друга раз в полмесяца, а мужья не могли вмешиваться в их дела. В переписке между собой женщины общались на нюй-шу — женском языке, отличающемся от мужской письменности, из-за чего об отношениях лаотун осталось совсем немного упоминаний в китайских источниках, современных традиции лаотун.
О традиции лаотун подробно написано в романе американской писательницы китайского происхождения Лизы Си «Снежный цветок и заветный веер», который был экранизирован в 2011 году.